# دون جيلز
دون جيلز (بالإنجليزية: Don Gillis) هو معلق رياضي أمريكي، ولد في 1 أغسطس 1922، وتوفي في 23 أبريل 2008.